# 奥原崇
奥原 崇（おくはら たかし、1972年7月31日 - ）は、東京都稲城市出身のサッカー指導者、元サッカー選手、フットサル選手。

## 来歴

### 選手時代
堀越高校、中央大学を経て、1995年に東京ガスサッカー部（現 FC東京）に加入。高いテクニックと創造性のあふれるプレーでファンタジスタとして活躍し、FC東京の初代背番号10を背負った。スルーパスやボレーシュートに代表される攻撃センス溢れるプレーと、ポニーテールをなびかせた外見から「ロベルト・オク」、「東京のバッジョ」と呼ばれ愛された。
しかし、大学時代にファウルを受けた際に膝を負傷して以来、この怪我との戦いが続いた。髪型をバッジョに肖ったのも、バッジョが重傷からの復活を遂げた選手だからだった。チームがFC東京としてJリーグ(J2)に加盟した1999年も、膝をかばう影響で腰などの状態も悪く、開幕からシーズン中盤戦を過ぎてもプレーできる状態にならなかったが、9月25日に駒沢陸上競技場での大分トリニータ戦にて先発で10か月ぶりに復帰を果たし、以後J1昇格をかけて戦うチームで奮闘。等々力での天王山となった川崎フロンターレ戦ではボレーシュートで先制点を決めるなど結果を残したが、リーグ戦は年間7試合の出場にとどまり、膝の状態も考慮して翌年のJ1を戦うチームの構想に入らなかったことがフロントから伝えられ、同年限りで現役を引退した。西が丘での天皇杯・初芝橋本高校との試合後の場内インタビューでサポーターに向け正式に引退表明し、天皇杯ジュビロ磐田戦が最後の試合となった。その試合でも怪我の影響もあり途中交代となったが攻撃のアクセントとなり、観戦していた磐田OBのドゥンガはこの試合の磐田の勝因に「東京の10番（奥原）が途中でベンチに下がった」ことを挙げた。
その後は東京ガス本社で営業担当として勤務しながら、アマチュアとして関東リーグのクラブでプレーし、かつてのチームメイトである岡元勇人とともに国体の東京都代表に選ばれ、2000年の同大会で優勝。また2001年にはフットサル選手として日本代表にも選出され、AFC選手権に出場した。

### 指導者時代
2003年からはFC東京に復帰し、普及部コーチのクリニックマスターとして子供達の指導にあたり、指導者としてスタート。城福浩監督が就任し新体制となった2008年からトップチームコーチに就任。城福の補佐、選手とのパイプ役として尽力した。この間にA級ジェネラルライセンスを取得。2010年9月、城福監督解任に伴い退任し U-12育成担当となった。2011年よりFC東京U-15深川でコーチ、2012年より監督を務め、2013年のU-15クラブユース選手権では準優勝、2014年のU-15高円宮杯では優勝。
FC東京での活動に加えて国民体育大会に臨む東京都選抜（少年男子）の指導も任されており、2013年には監督として地元開催となった同大会で優勝を果たした。
2017年から育成部長として下部組織全体を統括する。2021年12月にS級コーチライセンスを取得。
2022年からFC東京U-18の監督に就任。5年ぶりの現場復帰を果たす。
2024年からFC東京のトップチームコーチに就任が発表された。

## 所属クラブ
- 梨花SC (現 梨花FC) (稲城市立第六稲城小学校)[20]
- 稲城市立稲城第四中学校[20]
- 堀越学園高校[1]
- 中央大学学友会サッカー部[1]
- 1995年 - 1999年  東京ガスサッカー部 / 東京ガスフットボールクラブ / FC東京
- 2000年 - 2002年  エリースFC東京
  - 2000年  青梅FC (期限付き移籍)

## 個人成績
| 国内大会個人成績 | 国内大会個人成績 | 国内大会個人成績 | 国内大会個人成績 | 国内大会個人成績 | 国内大会個人成績 | 国内大会個人成績 | 国内大会個人成績 | 国内大会個人成績 | 国内大会個人成績 | 国内大会個人成績 | 国内大会個人成績 |
| 年度             | クラブ           | 背番号           | リーグ           | リーグ戦         | リーグ戦         | リーグ杯         | リーグ杯         | オープン杯       | オープン杯       | 期間通算         | 期間通算         |
| 年度             | クラブ           | 背番号           | リーグ           | 出場             | 得点             | 出場             | 得点             | 出場             | 得点             | 出場             | 得点             |
| 日本             | 日本             | 日本             | 日本             | リーグ戦         | リーグ戦         | リーグ杯         | リーグ杯         | 天皇杯           | 天皇杯           | 期間通算         | 期間通算         |
| ---------------- | ---------------- | ---------------- | ---------------- | ---------------- | ---------------- | ---------------- | ---------------- | ---------------- | ---------------- | ---------------- | ---------------- |
| 1993             | 中大             |                  |                  | 0                | 0                | -                | -                | 2                | 0                | 2                | 0                |
| 1995             | 東京ガス         | 10               | 旧JFL            | 0                | 0                | -                | -                | 1                | 0                | 1                | 0                |
| 1996             | 東京ガス         | 10               | 旧JFL            | 18               | 2                | -                | -                | 0                | 0                | 18               | 2                |
| 1997             | 東京ガス         | 10               | 旧JFL            | 18               | 1                | -                | -                | 6                | 6                | 24               | 7                |
| 1998             | 東京ガス         | 10               | 旧JFL            | 12               | 5                | -                | -                | 3                | 0                | 15               | 5                |
| 1999             | FC東京           | 10               | J2               | 7                | 1                | 1                | 0                | 3                | 1                | 11               | 2                |
| 2000             | A東京            | 8                | 関東             |                  | 8                | -                | -                | -                | -                |                  | 8                |
| 2000             | 青梅             |                  | 関東             |                  |                  | -                | -                | -                | -                |                  |                  |
| 2001             | A東京            | 8                | 関東             |                  | 7                | -                | -                | -                | -                |                  | 7                |
| 2002             | A東京            | 8                | 関東             |                  | 3                | -                | -                | -                | -                |                  | 3                |
| 通算             | 日本             | 日本             | J2               | 7                | 1                | 1                | 0                | 3                | 1                | 11               | 2                |
| 通算             | 日本             | 日本             | 旧JFL            | 48               | 8                | -                | -                | 10               | 6                | 58               | 14               |
| 通算             | 日本             | 日本             | 関東             |                  |                  | -                | -                | -                | -                |                  |                  |
| 通算             | 日本             | 日本             | 他               | -                | -                | -                | -                | 2                | 0                | 2                | 0                |
| 総通算           | 総通算           | 総通算           | 総通算           |                  |                  | 1                | 0                | 15               | 7                |                  |                  |

- 1996年4月21日：JFL初出場 - JFL第1節 vs大分FC (西が丘)
- 1996年4月28日：JFL初得点 - JFL第2節 vsデンソーサッカー部 (刈谷)
- 1999年9月25日：J2初出場 - J2第28節 vs大分トリニータ (駒沢)
- 1999年10月24日：J2初得点 - J2第32節 vs川崎フロンターレ (等々力)

## 指導歴
- 2003年 - FC東京
  - 2003年 普及部 コーチ
  - 2004年 - 2006年 普及部 クリニックマスター
  - 2007年 普及部 スクールマスター
  - 2007年 - 2012年 東京都国体選抜少年男子 コーチ
  - 2008年 - 2010年9月  トップチーム コーチ
  - 2010年9月 - 同年12月 普及部コーチ 兼 U-12育成担当
  - 2011年 U-15深川 コーチ
  - 2012年 - 2016年 U-15深川 監督
  - 2013年 東京都国体選抜少年男子 監督 [11]
  - 2017年 - 2021年 アカデミーマネジメント部長 アカデミーダイレクター
  - 2022年 - 2023年 U-18 監督
  - 2024年 - トップチーム コーチ[19]

## 監督成績
| 年度   | クラブ         | 所属               | リーグ戦 | リーグ戦 | リーグ戦 | リーグ戦 | リーグ戦 | リーグ戦 |
| 年度   | クラブ         | 所属               | 順位     | 勝点     | 試合     | 勝       | 分       | 敗       |
| ------ | -------------- | ------------------ | -------- | -------- | -------- | -------- | -------- | -------- |
| 2012   | FC東京U-15深川 | U-15関東1部        | 7位      | 27       | 22       | 7        | 6        | 9        |
| 2013   | FC東京U-15深川 | U-15関東1部        | 10位     | 17       | 22       | 5        | 2        | 15       |
| 2014   | FC東京U-15深川 | U-15関東1部        | 2位      | 42       | 22       | 12       | 6        | 4        |
| 2015   | FC東京U-15深川 | U-15関東1部        | 6位      | 30       | 22       | 8        | 6        | 8        |
| 2016   | FC東京U-15深川 | U-15関東1部        | 6位      | 27       | 22       | 7        | 6        | 9        |
| 2022   | FC東京U-18     | プレミアリーグEAST | 5位      | 35       | 22       | 11       | 2        | 9        |
| 2023   | FC東京U-18     | プレミアリーグEAST | 10位     | 22       | 22       | 5        | 7        | 10       |
| 通算   | 日本           | U-15関東1部        | -        | -        | 110      | 39       | 26       | 45       |
| 通算   | 日本           | プレミアリーグEAST | -        | -        | 44       | 16       | 9        | 19       |
| 総通算 | 総通算         | 総通算             | -        | -        | 154      | 55       | 35       | 64       |

## タイトル

### 選手時代
- 全日本大学サッカー選手権大会 (1992年)
- ジャパンフットボールリーグ (1998年)
- 国民体育大会サッカー競技 青年男子 (2000年)

### 監督時代
東京都国体選抜
- 国民体育大会サッカー競技 少年男子 (2013年)

FC東京U-15深川
- 高円宮杯全日本ユース(U-15)サッカー選手権大会 (2014年)

FC東京U-15混合チーム
- U15足校联盟杯 (2016年)